# Pavetta arenicola
Pavetta arenicola är en måreväxtart som beskrevs av Karl Moritz Schumann. Pavetta arenicola ingår i släktet Pavetta och familjen måreväxter. Inga underarter finns listade i Catalogue of Life.